# Kyselka
Kyselka (do roku 1950 Kysibl Kyselka, německy Gießhübl-Sauerbrunn) je obec v okrese Karlovy Vary v Karlovarském kraji. Leží zhruba deset kilometrů severovýchodně od Karlových Varů. Obec se skládá z částí Nová Kyselka, Kyselka a Radošov. V obci žije 841 obyvatel. Jméno nese podle minerální vody obsahující oxid uhličitý.[zdroj?] Z původně německého názvu obce Gießhübl (počeštěně Kysibel) pochází (v současnosti již outdated) označení pro zdejší minerální vodu kysibelka.
Kyselka se nachází v údolí řeky Ohře, malý přítok zde tvoří Lomnice (přítok Ohře), která přitéká z VVP Hradiště. Obcí prochází silnice II/222. Je zde naučná stezka Kyselka – Andělská Hora. Východně od obce se nachází největší český vojenský prostor Hradiště.

## Historie
První písemná zmínka o Kyselce pochází z roku 1867. Obec i lázně i lázeňské památky v obci dnes chátrají. V obci je hlavní stáčírna minerální vody firmy Mattoni.

## Obyvatelstvo
| Rok            | 1869 | 1880 | 1890 | 1900 | 1910  | 1921 | 1930  | 1950 | 1961 | 1970 | 1980 | 1991 | 2001 | 2011 | 2021 |
| -------------- | ---- | ---- | ---- | ---- | ----- | ---- | ----- | ---- | ---- | ---- | ---- | ---- | ---- | ---- | ---- |
| Počet obyvatel | 501  | 600  | 740  | 999  | 1 001 | 966  | 1 339 | 422  | 637  | 572  | 668  | 624  | 687  | 759  | 793  |
| Počet domů     | 83   | 99   | 108  | 132  | 146   | 152  | 174   | 177  | 121  | 116  | 117  | 134  | 172  | 195  | 216  |

## Obecní správa

### Části obce
- Kyselka (k. ú. Kyselka)
- Nová Kyselka (k. ú. Nová Kyselka)
- Radošov (k. ú. Radošov u Kyselky)

Katastrální území Kyselka u Hradiště bylo k obci připojeno od 1. ledna 2016 ze zmenšeného vojenského újezdu Hradiště.

### Obecní symboly
Znak a vlajka byly obci uděleny rozhodnutím předsedy Poslanecké sněmovny Parlamentu České republiky dne 31. května 2005.

## Doprava
Do obce vede železniční vlečka, která zajišťovala transport minerální vody Mattoni, do 19. července 2012 společnost všechen svůj export vozila po místních komunikacích kamiony a vlečka do Vojkovic chátrala.
Po dvouletém nátlaku veřejnosti a Asociace sdružení pro ochranu a rozvoj kulturního dědictví ČR (ASORKD) byla vlečka Vojkovice nad Ohří – Kyselka zprovozněna. Nově tak 30 % exportu minerálky půjde po železnici a většinových 70 % stále kamiony.

## Pamětihodnosti
- Městské lázně – bývalé Lázně Kyselka
- Mattoniho továrna (kulturní a technická památka) – výroba balené minerální vody Mattoni
- Rozhledna Bučina
- Kyselský železniční most
- Mattoni Muzeum
- Mattoniho vila
- Kaple svaté Anny
- Lesní kaple
- Ottův pavilon
- Bývalý klášterní sirotčinec

## Osobnosti
- Milan Kozelka (1948–2014), básník

## Galerie

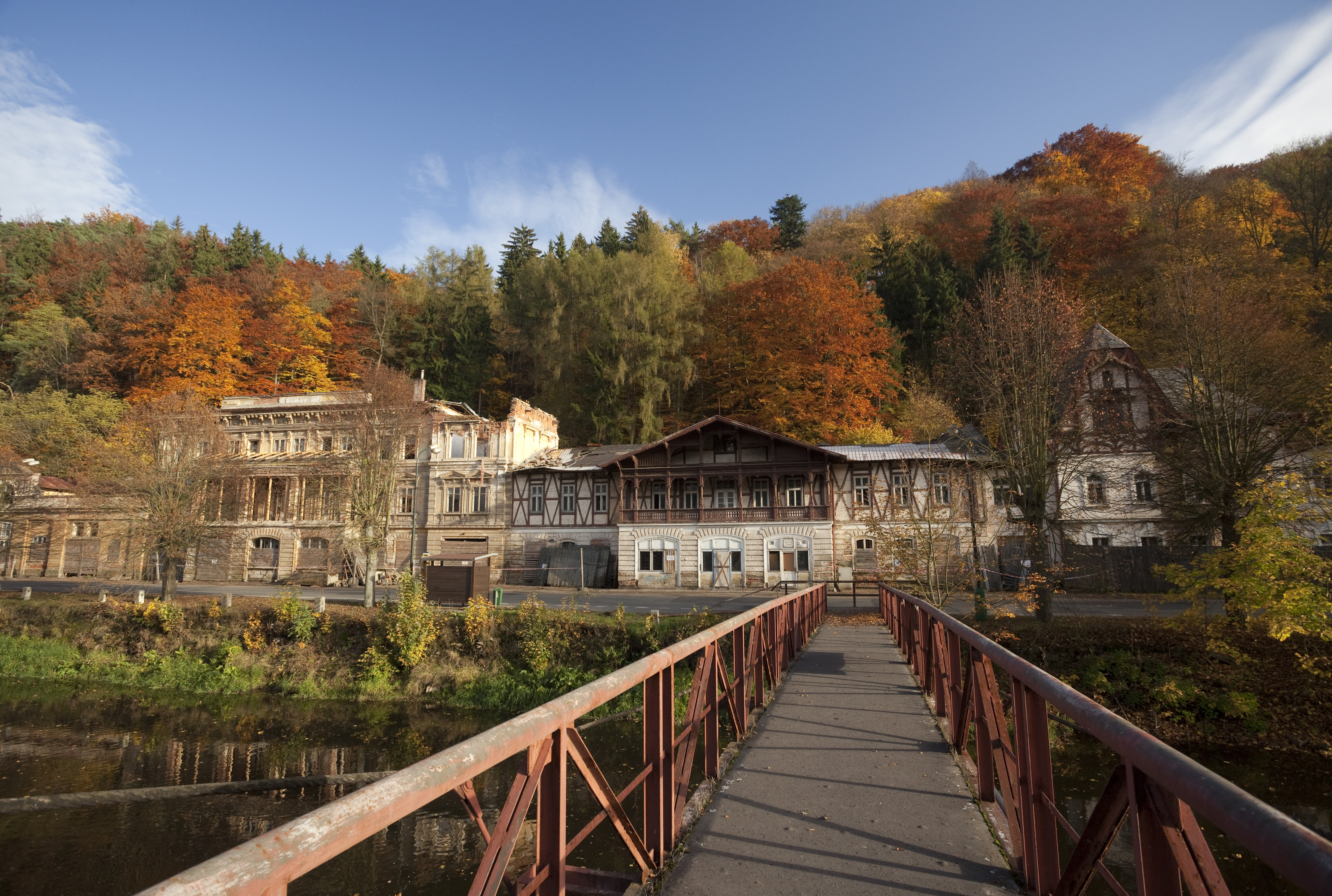
Švýcarský dům
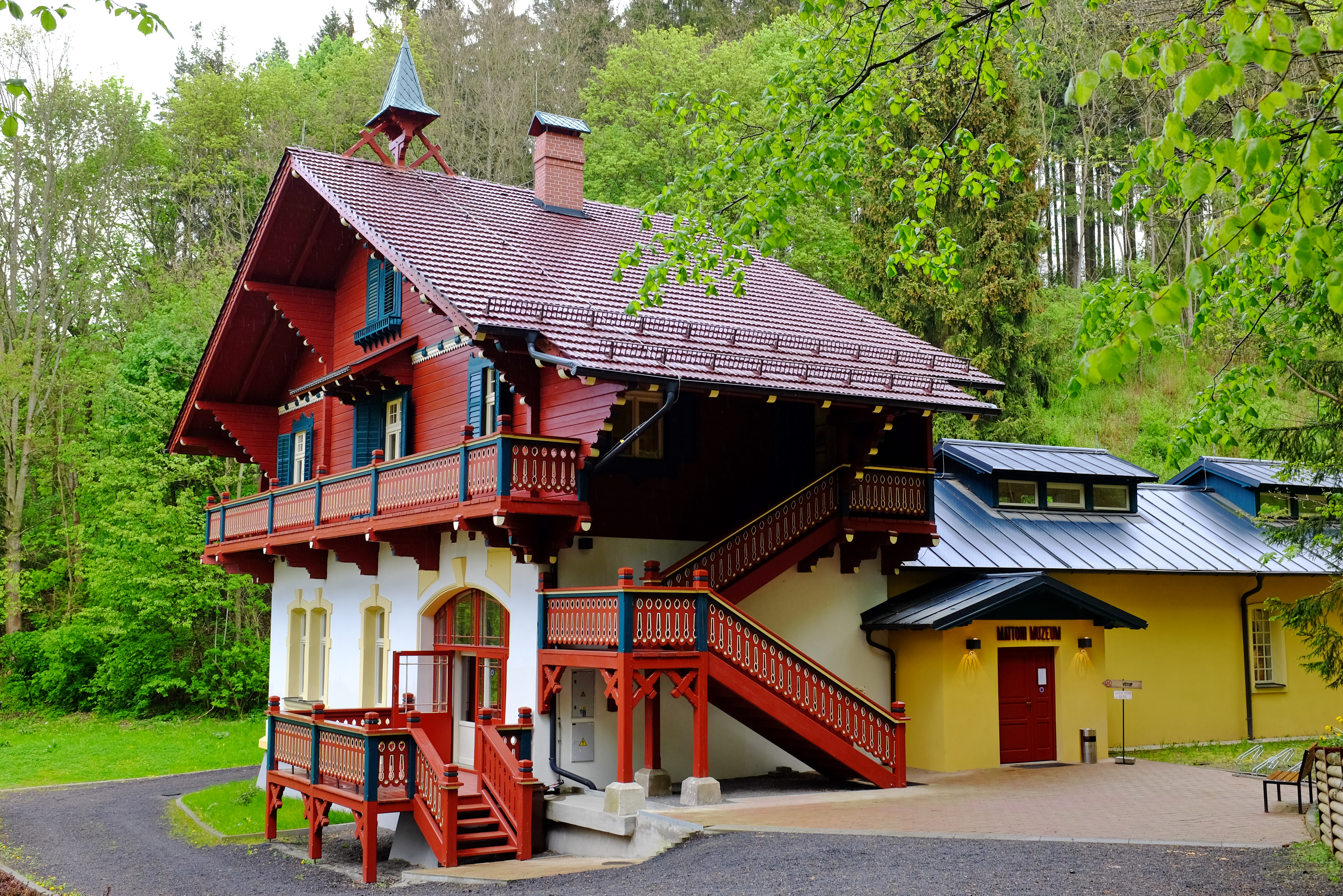
Pavilon Josefa Löschnera
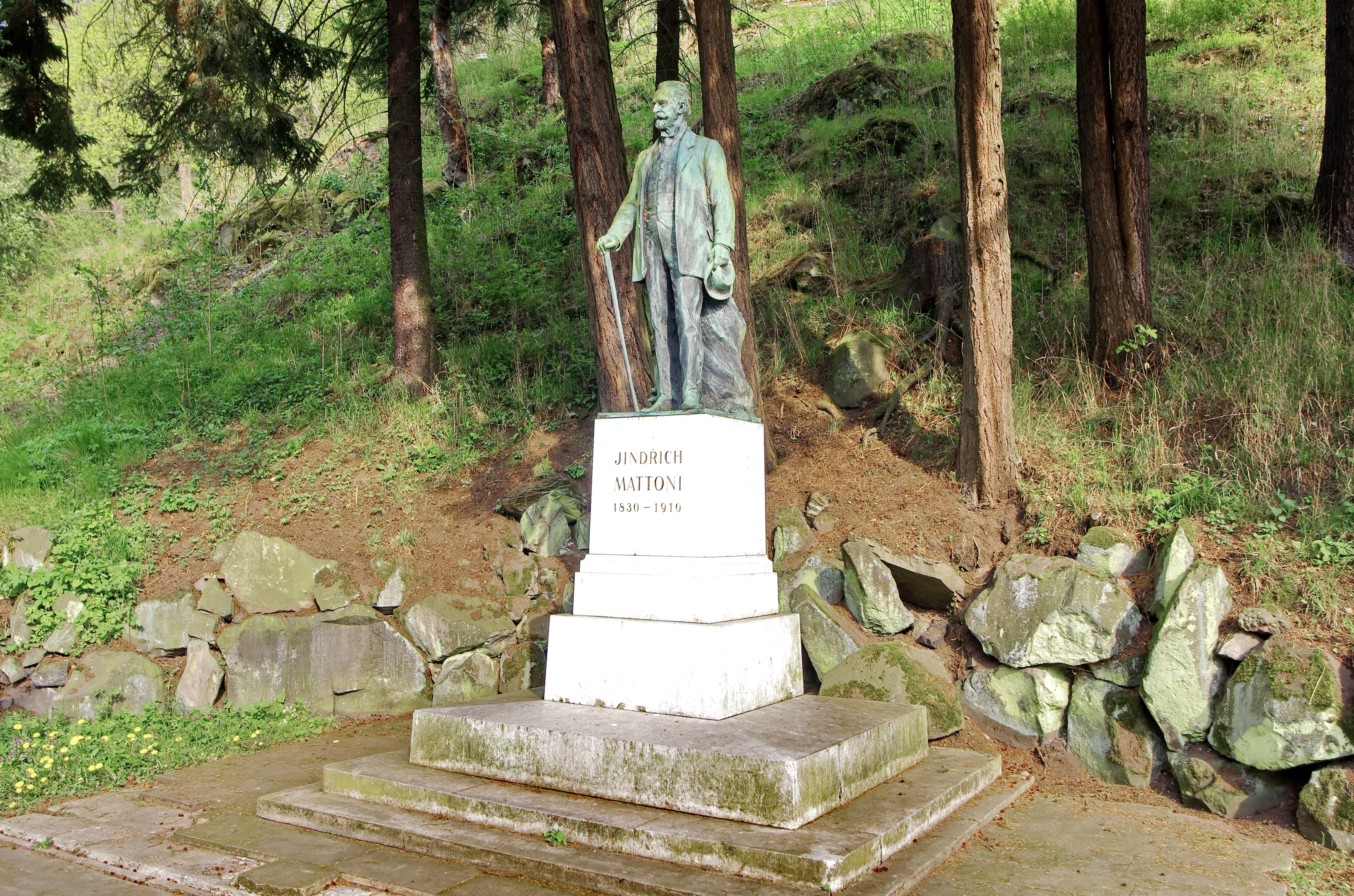
Socha Jindřicha Mattoniho
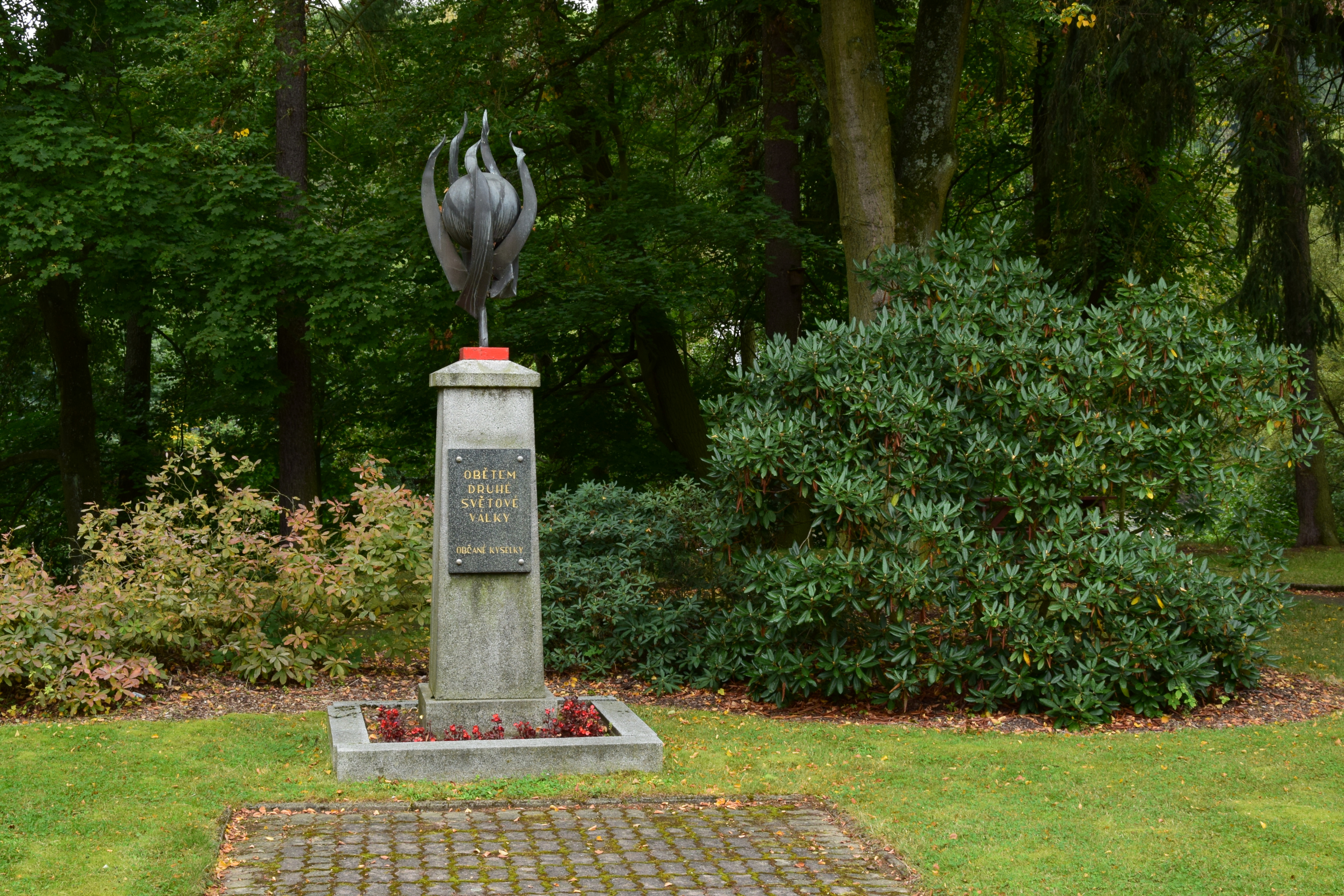
Pomník padlým ve druhé světové válce